# Lac Berthelot (rivière Mégiscane)
Pour les articles homonymes, voir Berthelot.
Le lac Berthelot est un plan d'eau douce du canton Berthelot, dans le territoire de Senneterre (ville), dans la municipalité régionale de comté (MRC) La Vallée-de-l'Or, dans la région administrative de Abitibi-Témiscamingue, dans la province de Québec, au Canada.
La foresterie constitue la principale activité économique du secteur. Sa surface est généralement gelée du début de décembre à la fin avril.
Le bassin versant du lac Berthelot est difficile d’accès, n’étant pas pourvu d’une route forestière de proximité. Seule la route R0808 passe loin du côté nord, soit au sud du lac Maserès ; et une branche de cette route débutant au nord-ouest du lac Faillon dessert le secteur Sud entre la rivière Mégiscane et le chemin de fer du Canadien National.

## Géographie
Ce lac d’une longueur de 7,3 km comporte un véritable archipel d’îles ; l’île la plus importante a une longueur de 3,9 km. Une presqu’île de 2,6 km s’avance dans le lac à partir de la rive Nord, entre l’embouchure de la rivière Macho et la rivière Mégiscane.
Le lac Berthelot s’approvisionne du côté Nord-Est par la rivière Mégiscane ; du côté Nord, par la rivière Macho ; et du côté Sud par la rivière Berthelot.
L’embouchure de ce lac est localisé au fond d’une baie du Sud-Ouest à :
- 7,8 km au Nord-Est de la confluence de la rivière Achepabanca et de la rivière Mégiscane ;
- 82,8 km au Nord-Est du centre-ville de Senneterre (ville) ;
- 72,9 km au Nord-Est de la confluence de la rivière Mégiscane avec le lac Parent (Abitibi) ;
- 32,3 km au Nord du chemin de fer (arrêt Gagnon-Siding) du Canadien National[1].

Les principaux bassins versants voisins du lac Berthelot sont :
- côté Nord : rivière Macho, lac Maricourt ;
- côté Est : lac Mégiscane, rivière Whitegoose, rivière Mégiscane ;
- côté Sud : rivière Berthelot, rivière Whitegoose ;
- côté Ouest : rivière Achepabanca, rivière Mégiscane.

## Toponymie
Jadis, ce lac était nommé « lac des îles ». Le terme « Berthelot » constitue un patronyme de famille d’origine française.
Le toponyme "lac Berthelot" a été officialisé le 5 décembre 1968 par la Commission de toponymie du Québec lors de sa création.